# Стуриков, Николай Андреевич
Николай Андреевич Стуриков (1918—1998) — русский советский писатель, переводчик и журналист. Член Союза писателей СССР (1967).

## Биография
Родился 11 ноября 1918 в посёлке Козловка Чебоксарского уезда Казанской губернии.
Служил в Вооружённых силах СССР с 1939 по 1953 год.
Участник Великой Отечественной войны. Принимал участие в боевых действиях на Юго-Западном, Западном, Степном, Воронежском, Карельском, 4-го Украинском фронтах. Войну закончил в Чехословакии в составе 24 артиллерийской дивизии прорыва Резерва Главного Командованиям. Прошёл путь от сержанта до капитана. Кавалер двух орденов Красной звезды и ордена Отечественной войны 1 и 2 степени. Награждён медалями «За отвагу» и «За боевые заслуги».
После демобилизации работал в газете «Советская Чувашия». Автор многочисленных повестей, рассказов, очерков, переводов произведений чувашских писателей на русский язык, а также литературного сценария кинофильма «Песнь о Чувашии».
Основные издания: «О чем пели гусли», «Кĕмĕл çул» (Серебряная дорога), «Капитаны, капитаны…», «На крыльях жизни», «Сотый шанс», «Летел в ночи самолет», «Последний выстрел».
Умер 6 сентября 1998 года в Чебоксарах.